# 1950年までの宇宙飛行
1950年までの宇宙飛行（1950ねんまでのうちゅうひこう）では、1944年 - 1950年に打ち上げられた宇宙飛行に関する一覧を提示する。

## 打ち上げ記録一覧
これは宇宙飛行の年表の、1950年までの打ち上げ記録一覧である。

### 1944年
1944年中は全てドイツ国防軍の打ち上げ・運用によるペーネミュンデでのV2ロケット弾道飛行発射試験によって記録達成された。打ち上げられたロケットは全て発射から10分後、または同日中に落下している。
- 6月（日時不明）

1. 人類が作った人工物体で初のカーマン・ラインを超えた飛行物体。遠地点: 176 km (109 mi)
2. 制御不調により失敗
3. 遠地点: 189 km (117 mi)

- 9月14日

初の宇宙飛行記録日時。遠地点: 175 km (109 mi)
- 12月7日 15:00 (GMT)

遠地点 104 km (65 mi)
- 12月9日 17:10

遠地点 106 km (66 mi)

### 1946年
1946年中は全てアメリカ陸軍 / ゼネラル・エレクトリックによるホワイトサンズLC-33でのV2ロケットを使用した実験によって記録達成された。打ち上げロケットは全て同日中に落下。
- 4月16日 21:47

ヘルメス計画の最初のV-2試験飛行。宇宙線の影響研究。失敗。
- 5月10日 21:15

アメリカ初の宇宙飛行。遠地点: 112 km (70 mi)。化学物質放出実験。
- 5月29日 21:12

化学物質放出実験。遠地点: 189 km (117 mi)
- 6月13日 23:40

太陽研究。遠地点: 117 km (73 mi)
- 6月28日 19:25

太陽研究。遠地点: 108 km (67 mi)
- 7月9日 19:25

太陽研究。遠地点: 134 km (83 mi)
- 7月19日 19:11

電離層研究。失敗。
- 7月30日 23:40

化学物質放出実験。遠地点: 162 km (101 mi)
- 8月15日 18:00

化学物質放出実験。失敗。
- 8月22日 17:15

大気研究。失敗。
- 10月10日 18:02

太陽研究。遠地点: 164 km (102 mi)
- 10月24日 19:15

アメリカ陸軍 / ゼネラル・エレクトリック / APL運用。太陽研究 / 化学物質放出実験 / 地球撮影用途。遠地点: 105 km (65 mi)
- 11月7日 20:31

化学物質放出実験 / 放射線研究。失敗。遠地点: 100 km (62 mi)
- 11月21日 16:55

太陽研究。遠地点: 102 km (63 mi)
- 12月5日 20:08

太陽研究。遠地点: 153 km (95 mi)
- 12月18日 05:12

化学物質放出実験 / 流星研究。遠地点: 184 km (114 mi)
| 日時 (GMT)            | ロケット                                                 | ロケット                                | 射場                                      | 射場                                      | 打ち上げ者 (LSP)                        | 打ち上げ者 (LSP)                        |
| 日時 (GMT)            | ペイロード                                               | 運用者                                  | 軌道                                      | 用途                                      | 落下 (GMT)                              | 成否                                    |
| --------------------- | -------------------------------------------------------- | --------------------------------------- | ----------------------------------------- | ----------------------------------------- | --------------------------------------- | --------------------------------------- |
| 1947年                |                                                          |                                         |                                           |                                           |                                         |                                         |
| 1947年 2月20日        | V2ロケット                                               | V2ロケット                              | ホワイトサンズLC-33                       | ホワイトサンズLC-33                       | アメリカ陸軍 / ゼネラル・エレクトリック | アメリカ陸軍 / ゼネラル・エレクトリック |
| 1947年 2月20日        | ライ麦、綿の種子、ミバエ                                 | アメリカ陸軍 / ゼネラル・エレクトリック | 弾道飛行                                  | 大気 / 生物学研究                         | 同日                                    | 成功                                    |
| 1947年 2月20日        | 初の宇宙空間への生物打ち上げ実験。遠地点: 110 km (68 mi) |                                         |                                           |                                           |                                         |                                         |
| 1947年 3月7日         | V2ロケット                                               | V2ロケット                              | ホワイトサンズLC-33                       | ホワイトサンズLC-33                       | アメリカ陸軍 / ゼネラル・エレクトリック | アメリカ陸軍 / ゼネラル・エレクトリック |
| 1947年 3月7日         | ライ麦、綿の種子、ミバエ                                 | アメリカ陸軍 / ゼネラル・エレクトリック | 弾道飛行                                  | 大気 / 生物学研究                         | 同日                                    | 成功                                    |
| 1947年 3月7日         | 初の宇宙空間での写真撮影。遠地点: 161 km (100 mi)        |                                         |                                           |                                           |                                         |                                         |
| 1949年                |                                                          |                                         |                                           |                                           |                                         |                                         |
| 1949年 2月24日        | /バンパー                                                | /バンパー                               | ホワイトサンズ                            | ホワイトサンズ                            | ゼネラル・エレクトリック                | ゼネラル・エレクトリック                |
| 1949年 2月24日        | バンパーロケット5号機                                    | アメリカ陸軍                            | 弾道飛行                                  | 2段式ロケットのテスト                     | 同日                                    | 成功                                    |
| 1949年 2月24日        | 熱圏到達。644 km (400 mi)                                |                                         |                                           |                                           |                                         |                                         |
| 1949年 6月14日        | V2ロケット                                               | V2ロケット                              | ホワイトサンズ                            | ホワイトサンズ                            | アメリカ陸軍 / ゼネラル・エレクトリック | アメリカ陸軍 / ゼネラル・エレクトリック |
| 1949年 6月14日        | en:Albert II（サル）                                     | アメリカ陸軍 / ゼネラル・エレクトリック | 弾道飛行                                  | 大気 / 生物学研究                         | 同日                                    | 成功                                    |
| 1949年 6月14日        | 初のサルの宇宙空間投入。遠地点: 134 km (83 mi)           |                                         |                                           |                                           |                                         |                                         |
| 1950年                |                                                          |                                         |                                           |                                           |                                         |                                         |
| 1950年 2月9日 21:44   | ヴァイキング                                             | ヴァイキング                            | ホワイトサンズLC-33                       | ホワイトサンズLC-33                       | マーチン                                | マーチン                                |
| 1950年 2月9日 21:44   | ヴァイキングロケット3号機                                | NRL (en)                                | 弾道飛行                                  | 太陽研究および地球の撮影                  | 同日                                    | 失敗                                    |
| 1950年 2月9日 21:44   | 宇宙空間での姿勢制御失敗。遠地点: 80.5 km (50.0 mi)      |                                         |                                           |                                           |                                         |                                         |
| 1950年 5月12日 03:08  | ヴァイキング                                             | ヴァイキング                            | USSノートン・サウンド（ジャーヴィス島沖） | USSノートン・サウンド（ジャーヴィス島沖） | マーチン / アメリカ海軍                 | マーチン / アメリカ海軍                 |
| 1950年 5月12日 03:08  | ヴァイキングロケット4号機                                | NRL                                     | 弾道飛行                                  | 電離層・大気研究                          | 同日                                    | 成功                                    |
| 1950年 5月12日 03:08  | 遠地点: 169 km (105 mi)                                  |                                         |                                           |                                           |                                         |                                         |
| 1950年 11月21日 17:18 | ヴァイキング                                             | ヴァイキング                            | ホワイトサンズLC-33                       | ホワイトサンズLC-33                       | マーチン / アメリカ海軍                 | マーチン / アメリカ海軍                 |
| 1950年 11月21日 17:18 | ヴァイキングロケット5号機                                | NRL                                     | 弾道飛行                                  | 電離層・太陽研究                          | 同日                                    | 成功                                    |
| 1950年 11月21日 17:18 | 遠地点: 174 km (108 mi)                                  |                                         |                                           |                                           |                                         |                                         |